# روبي (مغنية)
روبي (8 أكتوبر 1981 -) هي مغنية وممثلة وعارضة أزياء مصرية.

## حياتها
ظهرت للمرة الأولى من خلال دور لها في فيلم فيلم ثقافي بدور صغير فقد ظهرت في عدة مشاهد وظهر اسمها في التترات «رانيا حسين». أثارت منذ ظهور أولى كليباتها الغنائية المصورة «إنت عارف ليه» بعام 2003 الذي صور في براغ الجدل.، قامت بأول أدوارها في فيلم فيلم ثقافي وبعدها قامت بالعمل في فيلم سكوت حنصور من إخراج الراحل يوسف شاهين في 2001 الذي اختار لها اسمها الفني، حيث أدت دور بولا كابنة لطيفة في الفيلم. يعد المخرج شريف صبري من قام برعايتها فنيًا منذ أن قدمها في أولى كليباتها الغنائية المصورة «إنت عارف ليه»، كما قام بإخراج وإنتاج أول بطولة سينمائية لها وهو فيلم بعنوان «سبع ورقات كوتشينة» وصولًا إلى انتهاء العقد بينها وبين شركة شريف صبري للإنتاج في 2007. منتجها ومنظم حفلاتها الجديد هو رجل الأعمال «وليد مصطفى» الذي احتكر عملها فنيا من مكتشفها شريف صبري بعد انتهاء عقده معها.
قدمت برامج فنية في قناتي دريم والمحور المصريتين.
ابتعدت في عام 2004 لفترة عن الساحة الفنية لاستكمال دراستها بكلية الحقوق بجامعة بني سويف في محافظة بني سويف.

## الحياة الشخصية
تزوجت في عام 2014 بالمخرج المصري سامح عبد العزيز، ورُزِقت بابنتها الوحيدة طيبة في عام 2015، ثم تخلّل الزواج عدة انفصالات، ودعوى خُلع رفعتها روبي في عام 2015 بعد أشهر من إنجابها لطفلتها، إلى أن وقع الطلاق رسميًا في 25 فبراير 2017، حيث أعلن الطرفان عن ذلك.

## الجدل

### أزماتها مع النقابات
أثار انضمامها إلى نقابة الموسيقيين الجدل وتم توجيه اتهامات إلى حسن أبو السعود نقيب الموسيقيين آنذاك. وقد رفع «نبيه الوحش» المحامي قضية ضد أبو السعود اعتراضًا منه على ضمه لروبي لنقابة المهن الموسيقية عام 2004 ولم يفلح حينها في الوصول إلى شيء. في عام 2007 أصدرت هيئة مفوضي الدولة في محكمة القضاء الإداري بمجلس الدولة في مصر قرارًا بإلزام حسن أبو السعود بشطب عضوية «رانيا حسين محمد توفيق» وبالتالي شطب اسمها من جدول قيد النقابة، وكان ذلك نتيجة لمحاولات نبيه الوحش المستمرة في هذا المجال.
لاحقا، أصبحت روبي عضوة في نقابة الممثلين المصريين وتعرضت لأزمة مع نقيبها أشرف زكي كادت أن تؤدي لشطبها.

### منعها من الغناء في سوريا
قام صباح عبيد نقيب الفنانين السوريين بإصدار قرار عام 2007 بمنع كل من روبي وإليسا وهيفاء وهبي من الغناء في سوريا. وقال عبيد أن السبب هو الحد من «العري والبذائة» على حد تعبيره. وعلى أثر ذلك استقال صباح عبيد سنة 2008 ورجحت مصادر فنية إلى تعرضه لضغوط لقراراته المتخبطة مع الفنانات الثلاث وغيرهم من الفنانين السوريين كميادة الحناوي وجورج وسوف بسبب تأخرهم في سداد الرسوم النقابية السنوية.

## أعمالها

### ألبومات
- إبقى قابلني (2004) ويتضمن:
  - ليه بيداري كده (أغنية): وقد قامت بتصويرها فيديو كليب.
  - أنت عارف ليه (أغنية): وقد قامت بتصويرها فيديو كليب.
  - كل ما أقوله آه (أغنية): تم تقديمها خلال فيلم 7 ورقات كوتشينة.
  - إبقى قابلني (أغنية): وقد قامت بتصويرها فيديو كليب.
  - أنا عمري ماستنيت حد (أغنية): تم تقديمها خلال فيلم 7 ورقات كوتشينة.
  - غاوي (أغنية). ضمن فيلم 7 ورقات كوتشينة
- مشيت ورا إحساسي (2007) ويتضمن:
  - مشيت ورا احساسي (أغنية): وقد قامت بتصويرها فيديو كليب.
  - مالي (أغنية) - هاوس.
  - مشيت ورا إحساسي (أغنية) - شرقي.
  - آه من عمايله (أغنية).
  - مش هتقدر (أغنية): وقد قامت بتصويرها فيديو كليب.
  - اسألني هتعرف (أغنية).
  - يا إما أنا (أغنية).
  - بشتاق لعنيك (أغنية).
  - مالي (أغنية).
- حتة تانية (2021) ويتضمن:
  - حتة تانية (أغنية).
  - أنا مش زعلانة (أغنية): وقد قامت بتصويرها فيديو كليب.

### أغاني منفردة
- أغنية «ليه» في فيلم ليلة البيبي دول.
- أغنية «أول مرة» وهي أغنية فيلم الوعد.
- أغنية «يا لرموش» وطرحت فيديو كليب لها.
- أغنية «سلم علي» مع إسعاد يونس في برنامج صاحبة السعادة.
- ديو مع فريق كايروكي بعنوان «لسه فيها كتير» وطرحت فيديو كليب لها.
- 2021:
  - 10 مارس: أغنية «حته تانية».
  - 17 مارس: أغنية «أنا لو زعلانة»، وطرحت فيديو كليب لها.
  - 19 مارس: أغنية «واحدة جديدة»، وطرحت فيديو كليب لها.
  - 1 يونيو: أغنية «قلبي بلاستيك».
- 2023 :
- 24 ديسمبر: أغنية «3 ساعات متواصلة».[10]

### التمثيل

#### الأفلام
- 2000: فيلم ثقافي
- 2001: سكوت حنصور
- 2004: سبع ورقات كوتشينة (أول بطولة مطلقة)
- 2008: ليلة البيبي دول (ظهور خاص بشخصيتها الحقيقية في آخر مشهد تأدية أغنية الفيلم)
- 2008: الوعد
- 2011: الشوق
- 2013: الحفلة
- 2013: الحرامي والعبيط
- 2015: يوم مالوش لازمة
- 2017: الكنز
- 2018: عيار ناري
- 2019: حملة فرعون
- 2019: الكنز 2
- 2021: برا المنهج
- 2022: واحد تاني
- 2022: كيرة والجن
- 2023: شلبي
- 2023: جروب الماميز

#### المسلسلات
- 2013: بدون ذكر أسماء
- 2014: سجن النسا
- 2017: رمضان كريم
- 2019: أهو ده اللي صار
- 2021: شقة ستة
- 2022: رانيا وسكينة
- 2023: حضرة العمدة

#### المسلسلات الإذاعية
- 2015: إحنا صغيرين أوي يا ماندو

#### البرامج
- 2017: ساتردي نايت لايف بالعربي

### فيديو كليبات
| الأغنية               | المخرج      | العام  |
| --------------------- | ----------- | ------ |
| إنت عارف ليه          | شريف صبري   | (2003) |
| ليه بيداري كده        | شريف صبري   | (2004) |
| كل ما أقوله آه        | شريف صبري   | (2004) |
| غاوي                  | شريف صبري   | (2005) |
| إبقى قابلني           | شريف صبري   | (2005) |
| أنا عمري ما استنيت حد | شريف صبري   | (2005) |
| مشيت ورا إحساسي       | شريف صبري   | (2007) |
| مش حتقدر              | شريف صبري   | (2007) |
| ليه                   | عادل أديب   | (2008) |
| يالرموش               | أحمد المهدي | (2008) |
| أول مرة               | محمد ياسين  | (2008) |
| أنا لو زعلانة         | مصطفى عامر  | (2021) |
| نمت ننة               | خالد مختار  | (2022) |

## وصلات خارجية
- روبي على موقع IMDb (الإنجليزية)
- روبي على موقع قاعدة بيانات الأفلام العربية
- روبي على موقع ميوزك برينز (الإنجليزية)
- روبي على موقع ميوزك برينز (الإنجليزية)
- روبي على موقع قاعدة بيانات الفيلم (الإنجليزية)
- روبي على موقع ليتربوكسد (الإنجليزية)